# Histoire militaire du Canada pendant la Seconde Guerre mondiale

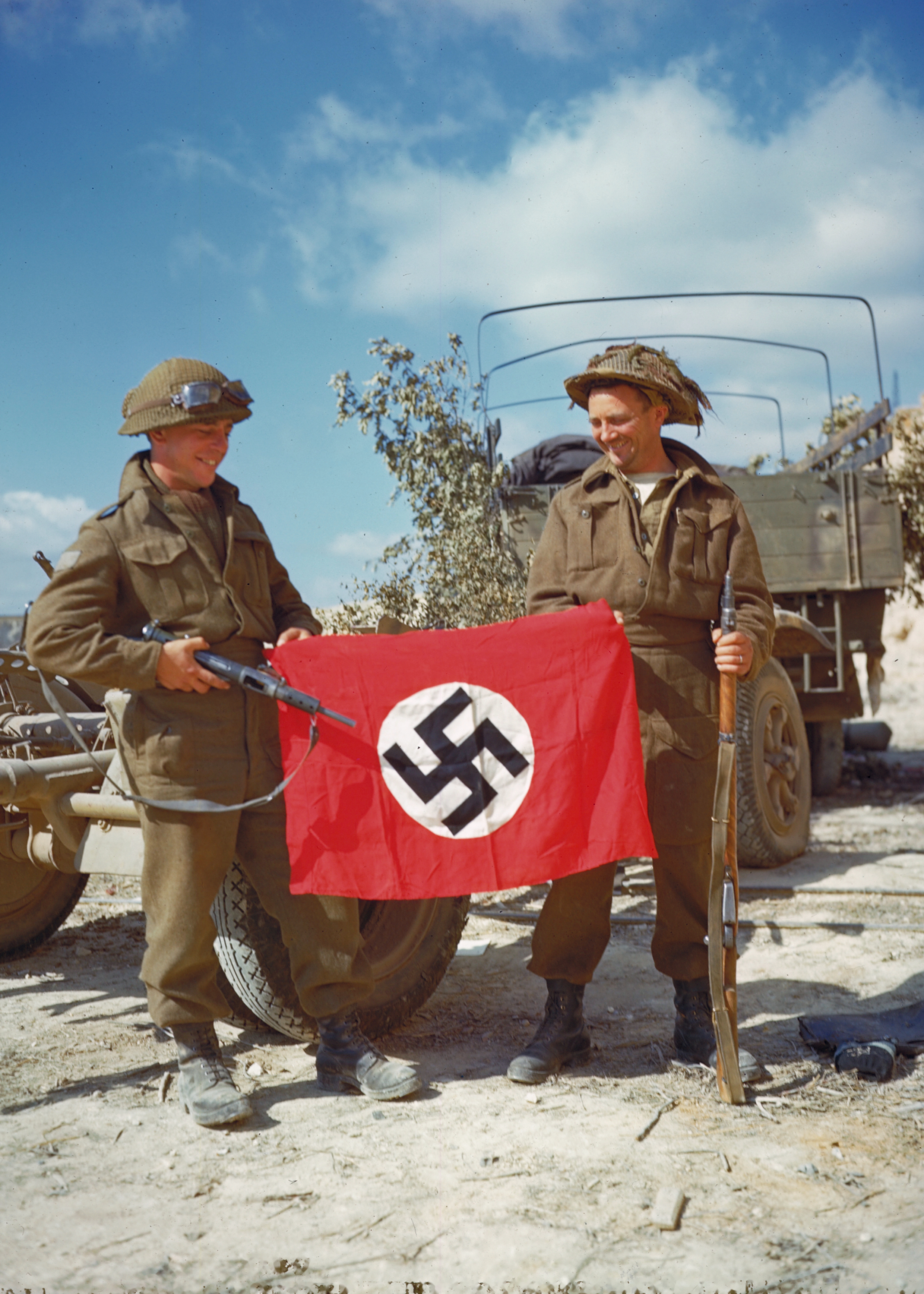
Soldats canadiens en 1944.

L'histoire militaire du Canada pendant la Seconde Guerre mondiale  a débuté par une déclaration de guerre effectuée contre l'Allemagne le 10 septembre 1939. Les militaires canadiens ont joué un rôle important dans l'effort de guerre des Alliés en étant déployés sur tous les fronts à l'exception du front Est : l'Italie, l'Europe du Nord, l'Afrique du Nord, Hong Kong et les îles Aléoutiennes. Le Canada a été très actif dans la défense des routes maritimes de l'Atlantique Nord et la Marine marchande canadienne a complété plus de 25 000 voyages transatlantiques. Les Canadiens ont également participé aux opérations dans le Pacifique. Ce sont en tout quelque 1,1 million de Canadiens qui ont servi dans l'une des trois forces armées ou avec les forces alliées au cours des six ans que dura la Seconde Guerre mondiale.
Au début de la guerre, l'engagement du Canada en Europe a été limité à une seule division. Le déploiement militaire du Canada demande une organisation de corps lors de l'invasion de l'Italie en 1943, de la Bataille de Normandie en 1944 et de la libération de la Belgique et des Pays-Bas en 1944 et 1945. Plus de 45 000 Canadiens ont perdu la vie et 54 000 autres ont été blessés au cours du conflit.
L'impact de cette guerre sur l'histoire canadienne a été considérable. La crise de la conscription a eu un effet majeur sur l'unité nationale entre les Canadiens francophones et anglophones, même si elle n'a pas été aussi dommageable politiquement que celle de la Première Guerre mondiale. L'effort de guerre a renforcé l'économie canadienne, a conduit à une diversification de la production et a renforcé la reconnaissance nationale auprès de la communauté internationale.

## Origines du conflit

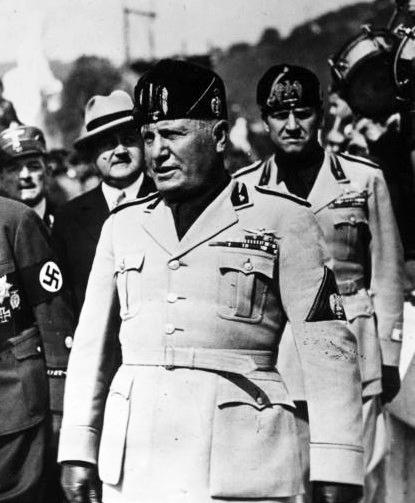
Benito Mussolini, chef du gouvernement du royaume d'Italie

Le parti nazi d'Adolf Hitler prit le pouvoir en Allemagne en janvier 1933 avec des ambitions expansionnistes. En six ans, Adolf Hitler amena l'Europe au bord de la guerre en plus des dictateurs Benito Mussolini en Italie et Francisco Franco en Espagne. En effet, l'Italie tenta de se constituer un empire colonial en envahissant l'Éthiopie en 1935 alors que l'Allemagne remilitarisa la Rhénanie en mars 1936 et que la guerre civile espagnole éclata en juillet 1936. En 1938 eu lieu l'Anschluss, c'est-à-dire l'annexion de l'Autriche par l'Allemagne.

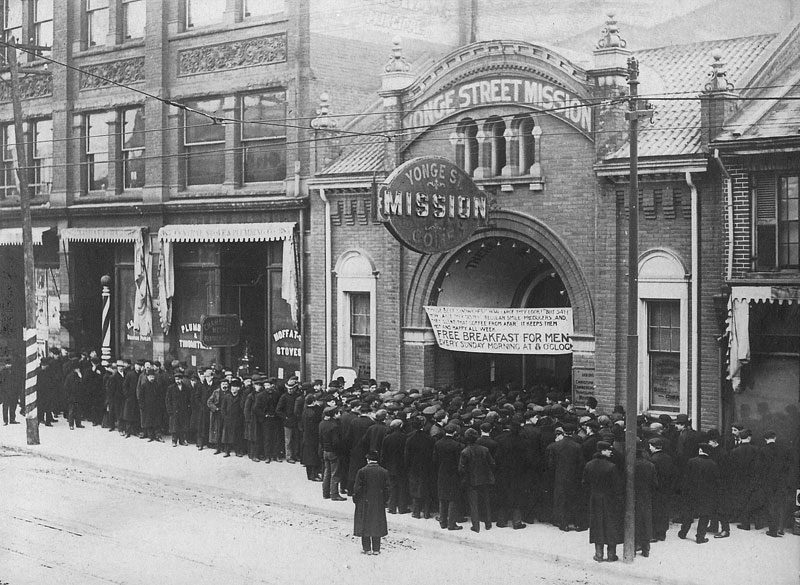
File d'attente pour de la nourriture à la mission de la rue Yonge à Toronto dans les années 1930

Pendant ce temps, au Canada, la population se remettait lentement de la Grande Dépression de 1929. L'économie canadienne connaissait des moments difficiles et plus du quart des Canadiens étaient sans emploi. Le conflit opposant les Canadiens anglais et les Canadiens français faisait toujours rage à la suite de la crise de la conscription pour la Première Guerre mondiale. Dans cette optique, William Lyon Mackenzie King, premier ministre du Canada, refusa de préparer la nation à servir dans une autre guerre afin de ne pas alimenter le sentiment isolationniste des Québécois.
Ainsi, le Canada ne participa à aucune planification militaire importante avec la Grande-Bretagne et les États-Unis et ne fit aucune déclaration publique quant au soutien canadien à l'effort de guerre à venir. Cependant, le cabinet du premier ministre avait décidé secrètement que le Canada devrait déclarer la guerre à l'Allemagne si la Grande-Bretagne le faisait.
Le moment décisif arriva le 1er septembre 1939 lorsque l'Allemagne envahit la Pologne. Le refus d'Adolf Hitler d'obtempérer à l'ultimatum lancé par la Grande-Bretagne et la France de retirer ses troupes de Pologne força ces deux nations à déclarer la guerre à l'Allemagne le 3 septembre. La déclaration de guerre du Canada fut faite le 10 septembre,. Cette attente du Canada s'explique par le fait que par le statut de Westminster, le Canada avait le choix de déclarer ou de ne pas déclarer la guerre aux pays de l’Axe. Le Canada voulait montrer qu'elle était indépendante des décisions britanniques bien que le choix d'entrer en guerre a été fait au moment de l'entrée en guerre du Royaume-Uni. C’est le 10 septembre 1939 que le Canada va officiellement entrer en guerre avec l’Allemagne, principalement dans le but de freiner les idées nazies, mais aussi en raison du sentiment d’attachement avec l'Empire britannique. Par contre, surtout par désir d’affirmation nationale que le Canada a décidé d’entrer en guerre avec les puissances de l’Axe. Le Canada voulait sortir de l'ombre du Royaume-Uni en termes de politique internationale. Sa contribution militaire à la guerre s’est avérée très importante pour les Alliés.

## La mobilisation des forces

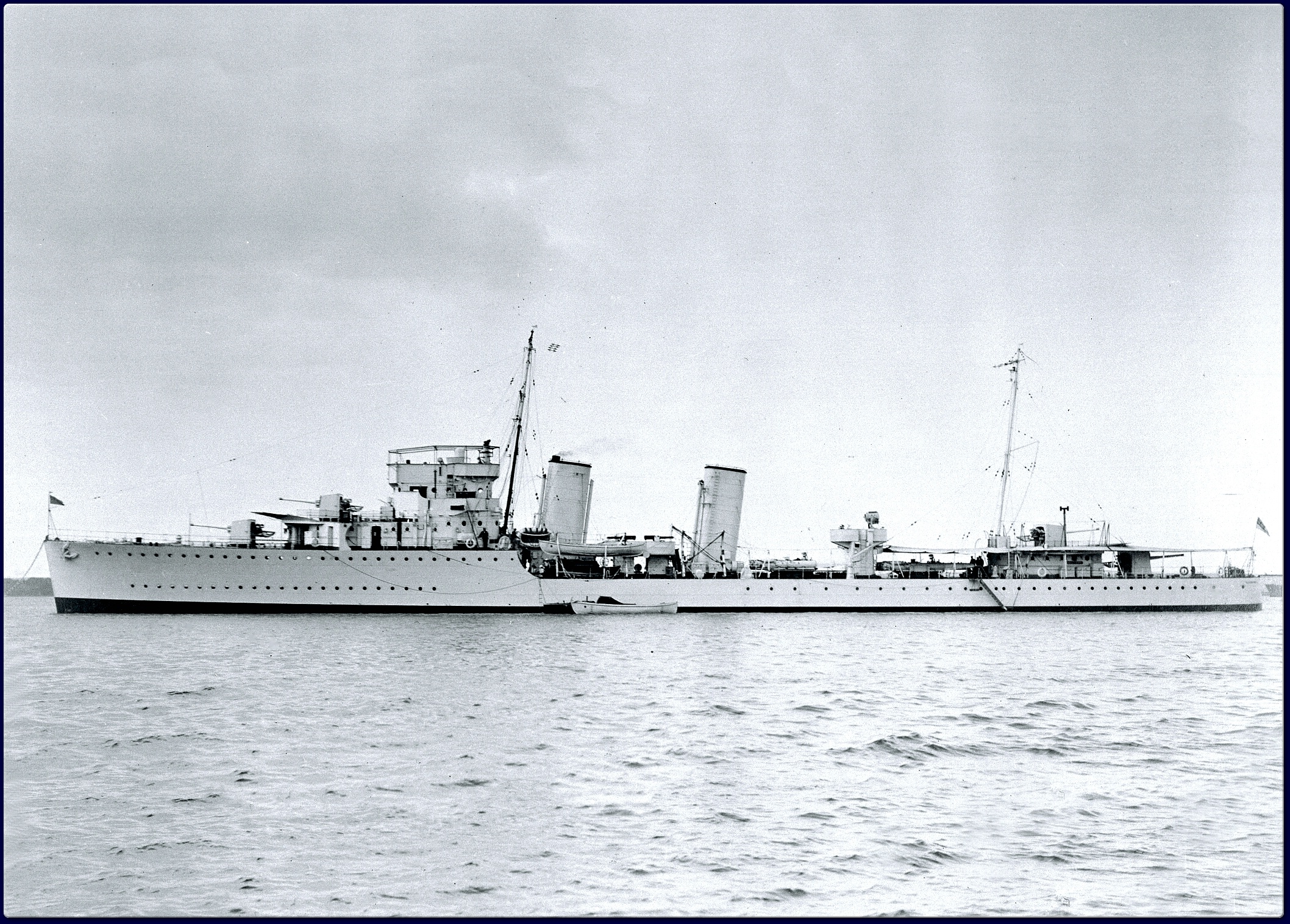
NCSM Saguenay

Ayant souffert de près de vingt années de négligence, les forces armées canadiennes étaient, en 1939, une petite organisation mal équipée et peu entraînée. En effet, durant l'entre-deux-guerres, le gouvernement fédéral voyait les forces armées comme un petit groupe de militaires professionnels dont le rôle était d'entraîner la milice et les autres forces non professionnelles. En fait, la force permanente de l'armée canadienne était composée de moins de 4 000 soldats en 1931.
L'équipement moderne était rare au sein de l'armée et le budget alloué à la défense par le gouvernement fut extrêmement réduit durant la Grande Dépression. Les tentatives de modernisation de l'équipement avaient commencé à la fin des années 1930, mais l'achat de matériel fut lent. De son côté, la Marine royale canadienne était principalement composée de deux destroyers de classe River, le NCSM Saguenay et le NCSM Skeena, acquis en 1931.
Bien que les deux destroyers fussent modernes, ils ne possédaient pas la technologie moderne comme l'asdic et le radar. À la fin des années 1930, le gouvernement canadien acheta cinq destroyers à la Royal Navy du Royaume-Uni. La marine était organisée en une force professionnelle comprenant environ 1 900 marins à la fin des années 1930 et deux forces auxiliaires : la Réserve de la Marine royale canadienne et la Réserve volontaire de la Marine royale canadienne.
La force aérienne canadienne était sous le commandement de l'armée jusqu'en décembre 1938 et servait principalement des intérêts civils dans les années 1920 et le début des années 1930. Elle était alors composée d'un personnel de moins de 1 000 hommes et ses aéronefs étaient obsolètes. En 1939, le gouvernement acheta vingt Hawker Hurricane I au Royaume-Uni.
Néanmoins, les forces armées canadiennes étaient déjà en alerte à la suite de la déclaration de guerre de la Grande-Bretagne et de la France le 3 septembre 1939 avant même que le Canada n'entre officiellement en guerre une semaine plus tard, le 10 septembre. À ce moment, la force permanente comprenait 4 268 hommes et la milice en comprenait 86 308. Aucune réelle planification militaire ni même de décision quant à la taille du contingent canadien n'avaient été faites avant la déclaration. Le recrutement massif commença dès la déclaration et ce furent 58 337 hommes et femmes qui s'engagèrent à servir au cours du mois de septembre 1939.

## Les premières campagnes

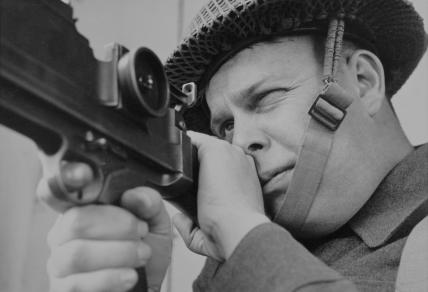
Fusilier canadien

Il faut se rappeler qu’au début de la guerre, le Canada avait comme premier objectif de se concentrer sur l’exportation de ressources vers le Royaume-Uni, sans nécessairement envoyer de troupes en Europe. En 1939, le Canada sortait de la Grande Dépression et était encore fragile économiquement. Le gouvernement canadien était au courant qu’envoyer des troupes en Europe dès le début de la guerre pouvait rapidement causer de lourdes pertes ce qui plongerait le Canada dans une autre crise. La contribution militaire par l’approvisionnement des Alliés était alors la solution parfaite pour le Canada, car cela maintiendrait l’économie et les industries présentent aux pays.
Entre la chute de la France en juin 1940 et l'invasion allemande de l'URSS en juin 1941, le Canada fournit aux Britanniques les besoins urgents en nourriture, armes et matériel de guerre à l'aide de convoi maritimes et le transport aérien, ainsi que les pilotes et les avions qui combattirent lors de la Bataille d'Angleterre et le Blitz. Si l'invasion de la Grande-Bretagne par l'Allemagne avait eu lieu en 1941, les unités connues plus tard comme le 1er Corps canadien auraient déjà été déployées entre la Manche et Londres pour y répondre.

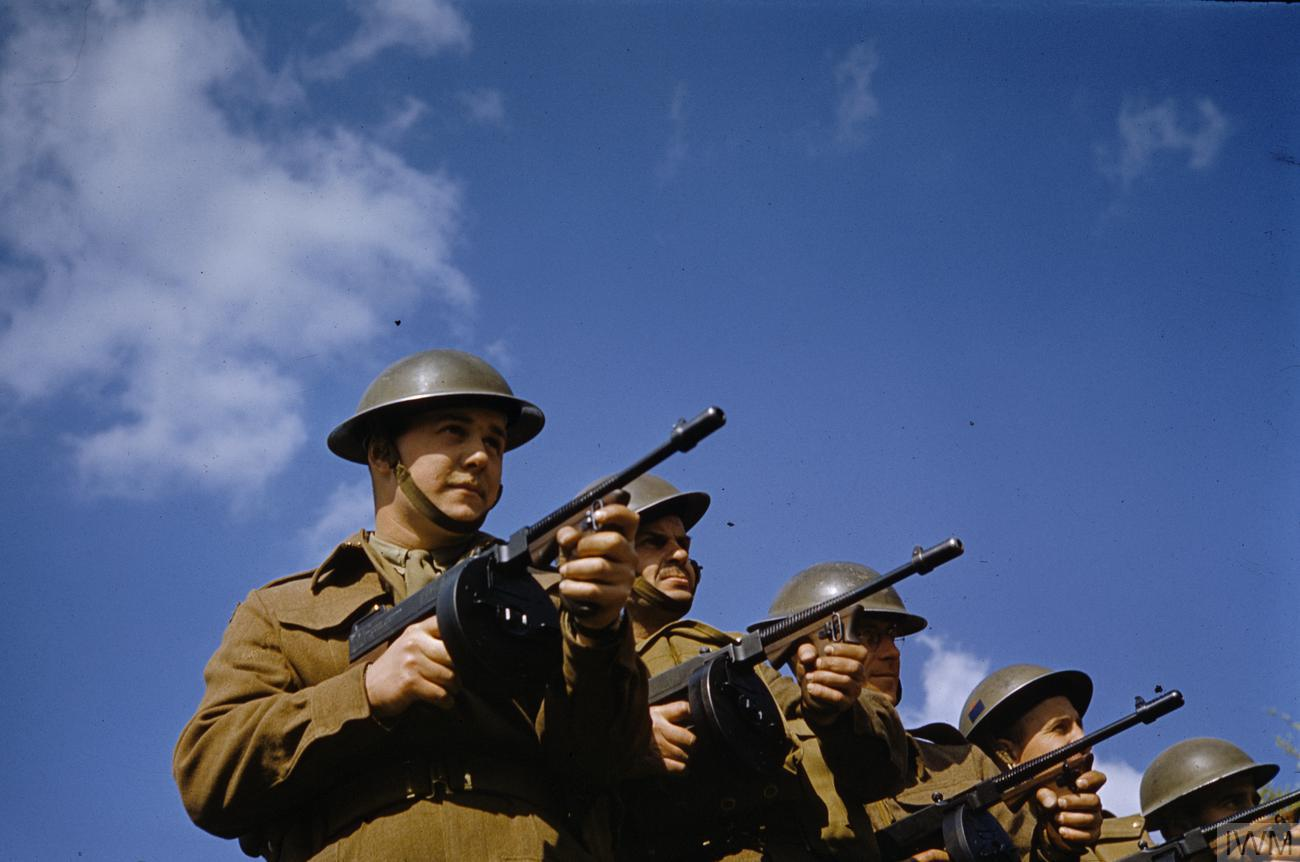
Soldats canadiens en Angleterre armés de Thompson en 1942.

À partir de 1939 jusqu'à la fin de la guerre en Europe en mai 1945, la Marine royale du Canada et la Marine marchande canadienne jouèrent un rôle particulièrement vital dans la seconde bataille de l'Atlantique. Après la chute de la France en juin 1940, le Royaume-Uni était sous la menace d’une invasion de son territoire. Donc, la marine canadienne a pris un plus grand rôle dans la défense du territoire britannique, ainsi que dans la protection des convois de navires marchands. À la fin de l’année 1942, la marine canadienne effectuait 48% des missions d’escorte de convois vers le Royaume-Uni. En 1943, le Canada commandait toutes les missions de protection de convois qui se déroulaient dans l’Atlantique du Nord-Ouest. Il s’agissait de la première fois que des officiers canadiens avaient l’autorité suprême sur un théâtre de guerre.
Le Canada fut le lieu principal du plan d'entraînement aérien du Commonwealth britannique (BCAT), qui demeure le principal programme de formation de l'armée de l'air dans l'histoire.
Le gouvernement canadien mettra aussi en place un programme de formation de pilotes de combat. Ce programme fut nommé le programme d’entraînement aérien du Commonwealth britannique. Ce programme va permettre de former plus de 167 000 pilotes dans 107 écoles de vols répandues partout au travers du pays. Plus de la moitié des diplômés BCAT étaient des Canadiens qui allèrent servir avec l'Aviation royale du Canada (ARC) et la Royal Air Force (RAF). Un des six commandement des forces de bombardement de l'armée de l'air royale britanniques des unités aériennes en Europe était canadien. 
L’aviation est certainement un des aspects militaires où le Canada fut le plus impliqué, si bien qu’à la fin de la guerre, 11 escadrons de bombardiers et 14 escadrons de chasseurs volaient au-dessus de l’Europe, en plus d’avoir six escadrons qui survolaient l’Atlantique pour surveiller les attaques de la marine de guerre allemande.

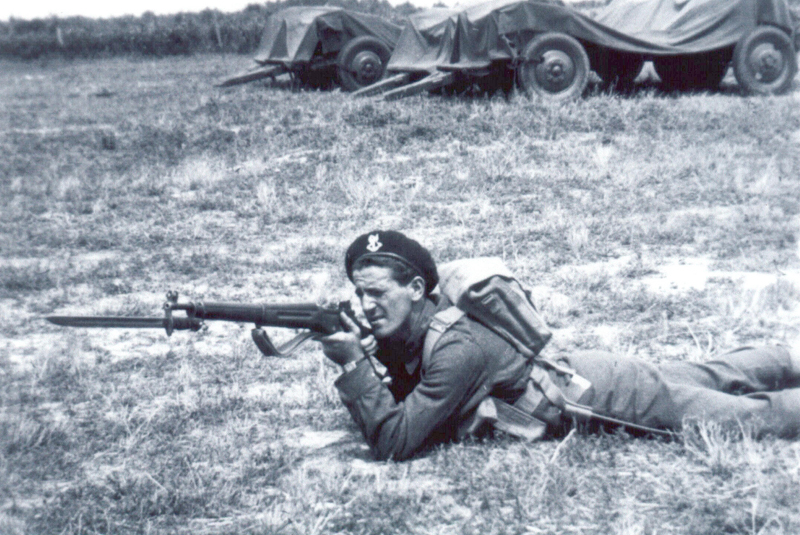
Ben Weider avec son fusil en 1942

Les soldats de l'armée Canadienne combattirent dans la Bataille de Hong Kong en 1941 contre les Japonais et au désastreux débarquement de Dieppe le 19 août 1942, alors que la 2e Division d'infanterie canadienne appuyée par des commandos britanniques et une petite unité de rangers américains effectuaient une tentative ratée de débarquement dans le port français de Dieppe.
Les troupes canadiennes participèrent à la campagne d'Afrique du Nord. Au début de la guerre, les troupes japonaises avaient envahi l'Alaska. L'Armée de l'air canadienne effectua des patrouilles anti-sous-marines contre les Japonais tandis que sur terre, les troupes canadiennes combattirent côte à côte avec les troupes américaines contre les Japonais. Finalement, les Japonais furent repoussés.
Après la campagne d'Afrique, des soldats canadiens participèrent aux débarquements de 1943 lors de l'invasion alliée de la Sicile et de l'Italie continentale, puis combattirent à travers la longue campagne d'Italie. Bon nombre des premiers soldats alliés à entrer dans Rome étaient des commandos canadiens du 1er Détachement du service spécial.
Les Canadiens apportèrent une forte contribution tout au long de la campagne lors de la prise de la ville d'Ortona et jouèrent un rôle crucial pour briser la Ligne gothique. Au cours de la campagne d'Italie, plus de 26 000 soldats canadiens furent blessés ou tués,.
Les escadrons de l'Aviation royale du Canada et les pilotes canadiens engagés dans la Royal Air Force britannique combattirent avec distinction aux commandes de Spitfire et de Hurricane au cours de la Bataille d'Angleterre. Au 1er janvier 1943, il y avait assez de bombardiers de l'ARC et d'équipes en Grande-Bretagne pour former le 6e Groupe ARC (en), un des huit groupes de bombardiers dans la Royal Air Force Bomber Command.

## Le débarquement de Dieppe

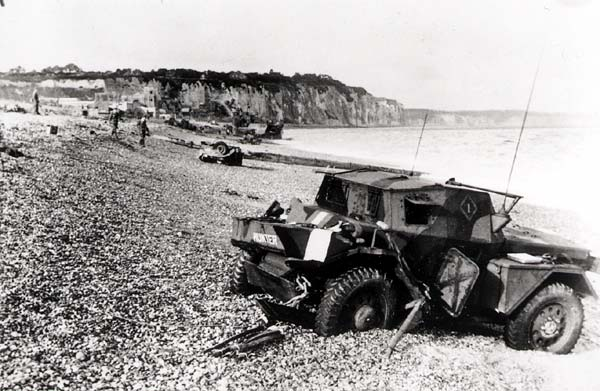
Un véhicule de reconnaissance abandonné après l'échec du débarquement de Dieppe

Le débarquement de Dieppe (opération Jubilee) du 19 août 1942 eut pour mission de faire débarquer une grande force d'assaut combinée de près de 5 000 soldats de la 2e Division d'infanterie canadienne et 1 000 commandos britanniques sur la côte de la France avant l'invasion de la Normandie de juin 1944. En dépit de l'appui aérien de chasseurs et de bombardiers alliés, et d'une flotte de 237 navires et péniches de débarquement, le raid fut un désastre.
Il fournit cependant de précieuses informations à propos de l'absolue nécessité d'une communication étroite entre les unités lors des opérations combinées.
Les défenses allemandes s'avèrent plus fortes que prévu, ce qui va entraîner beaucoup de morts du côté canadien. Les Canadiens se replient vers l’Angleterre après cet échec. Sur les 5 086 soldats canadiens qui ont débarqué à Dieppe, seulement 1 443 d’entre eux retournent au Royaume-Uni, dont plusieurs qui ont été blessés.
Deux Canadiens ont été honorés de la Croix de Victoria pour leurs actions, le lieutenant-colonel "Cec" Merritt du South Saskatchewan Regiment et le capitaine honoraire John Foote (en) du Royal Hamilton Light Infantry.
La valeur du raid sur Dieppe est un sujet de controverse, certains historiens pensent que c'est en grande partie à cause de Dieppe que les Alliés ont décidé de ne pas tenter un assaut sur un port de mer pour leur première invasion de l'Europe de l'Ouest occupée. D'autres ont fait le point sur le grand nombre d'opérations amphibies, avant et après Dieppe, comme une preuve que rien de nouveau n'y a été appris.

## L'occupation de Terre-Neuve
En 1939, L. E. Emerson (en) a été le commissaire de la défense pour Terre-Neuve. Winston Churchill l'a chargé de coopérer avec le Canada et de se conformer à une « invasion amicale ». Le roi et la monarchie canadienne conseilla à Mackenzie King d'effectuer cette occupation. En mars 1942, le commissaire Emerson a restructuré les organismes officiels, tels que le Aircraft Detection Corps Newfoundland (en), et les ont intégrés dans des unités canadiennes, comme le Aircraft Identity Corps (en).
L'armée britannique a rassemblé deux unités à Terre-Neuve pour le service outre-mer: Le 59e et le 166e Field Artillery (artillerie de campagne). Le 59e servit dans le nord de l'Europe, la 166e servit en Italie et Afrique du Nord. Le régiment de Terre-Neuve a également été rassemblé, mais n'a jamais été déployé à l'étranger. L'escadron no. 125 de la RAF (Terre-Neuve) servit en Angleterre et au pays de Galles, et a fourni un appui pendant le jour J : l'escadron a été dissous le 20 novembre 1945.
Plusieurs régiments canadiens ont été envoyés en garnison à Terre-Neuve pendant la Seconde Guerre mondiale : le régiment le plus célèbre[non neutre] fut le Royal Rifles of Canada qui était stationné à Cape Spear, avant d'être expédié vers Hong Kong. En juillet 1941, le Prince Edward Island Highlanders (en) arrive pour le remplacer. En 1941 et 1942, le Lincoln and Welland Regiment a été affecté à l'aéroport international de Gander puis à Saint-Jean.
L'Armée canadienne a construit une forteresse en béton au cap d'Espoir avec plusieurs pièces lourdes pour dissuader les raids navals allemands. D'autres forts ont été construits surplombant le port de St. John's. L'arsenal et les bunkers ont été positionnés dans les South Side Hills et des grillages anti-torpilles ont été installés à l'embouchure du port. Des canons ont été érigés sur Bell Island afin de protéger la marine marchande contre les attaques des sous-marins et des canons ont été positionnés à Rigolette pour protéger Goose Bay.
Tous les soldats canadiens affectés à Terre-Neuve de 1939 à 1945 ont reçu une boucle en argent à leur médaille canadienne du volontaire pour le service outre-mer. Parce que le Canada, l'Afrique du Sud, la Nouvelle-Zélande et l'Australie ont tous publié leurs propres médailles pour services volontaires, le gouvernement de Terre-Neuve a frappé sa propre médaille pour services bénévoles en 1978. La Médaille du volontaire de Terre-Neuve a été attribuée seulement aux Terre-Neuviens qui ont servi outre-mer dans les forces du Commonwealth, mais n'ont pas reçu de médaille de service bénévole. La médaille est en bronze ; sur son avers sont placés une couronne et un caribou ; sur son revers sont positionnés Britannia et deux lions.

## Attaques des eaux canadiennes et du territoire

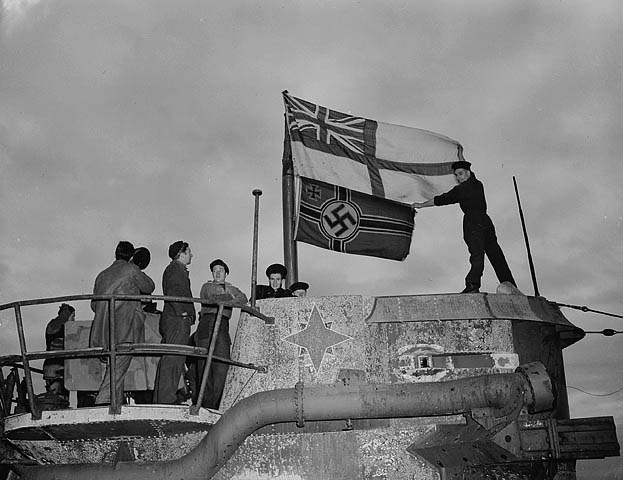
Kiosque du sous-marin allemand U-190, où l'on peut voir le schnorkel et le pavillon blanc flottant au-dessus du drapeau de la Kriegsmarine à Saint-Jean (Terre-Neuve)

Les sous-marins de l'Axe ont opéré en eaux canadiennes et à Terre-Neuve pendant la guerre. Ils ont coulé beaucoup d'unités navales et de navires marchands. Deux attaques importantes ont eu lieu en 1942, lorsque des sous-marins allemands ont attaqué quatre transporteurs de minerais alliés à l'île Bell, dans le dominion de Terre-Neuve. Le navire cargo SS Saganaga et le SS Lord Strathcona ont été coulés par le U-513 le 5 septembre 1942, tandis que le SS Rosecastle et le PLM 27 ont été coulés par le U-518 le 2 novembre 1942 avec la perte de 69 vies. Lorsque le sous-marin a tiré une torpille sur le quai de chargement, l'île Bell est devenu le seul endroit en Amérique du Nord à être soumis à une attaque directe par les forces allemandes lors de la Seconde Guerre mondiale. Des U-Boot ont aussi été retrouvés dans le fleuve Saint-Laurent, au cours de la nuit du 14 octobre 1942, le traversier du Newfoundland Railway, le SS Caribou (en) a été torpillé par le U-69 et fut coulé dans le détroit de Cabot avec la perte de 137 vies.
L' Esquimalt se fait torpiller par le U-190, qui sombre avec huit membres d'équipage. Il a coulé si rapidement (4 minutes) qu'aucun signal de détresse n'a été envoyé, et personne ne sait rien du naufrage jusqu'à environ huit heures plus tard, lorsque le NCSM Sarnia découvre pour la première fois les survivants. Pendant ce délai, 44 membres d'équipage sont morts de froid, n'en laissant que 26 encore en vie. Il est le dernier navire canadien à être perdu à la suite d'une action de l'ennemi pendant la Seconde Guerre mondiale. L'U-190 reçut l'ordre le 8 mai du Führer Karl Dönitz de se rendre. Le sous-marin va alors à la rencontre de corvettes de la Marine royale canadienne à environ 500 milles nautiques au large du Cap Race, à Terre-Neuve, le 11 mai. L'Oberleutnant Reith signe un document de reddition inconditionnelle, et est fait prisonnier avec son équipage. Avec le drapeau blanc volant à son mât, l'U-190 est appareillé, sous le commandement du lieutenant F. S. Burbidge à Bay Bulls, Terre-Neuve, le 14 mai. L'équipage allemand est fait prisonnier de guerre, puis est transféré à Halifax.
La partie continentale canadienne a aussi été attaquée alors que le sous-marin I-26 de l'empire du Japon a effectué des tirs d'artillerie sur le Phare d'Estevan Point sur l'Île de Vancouver le 20 juin 1942. Des ballons bombes ont également été lancés vers le Canada, certains sont arrivés en Colombie-Britannique et les autres provinces de l'ouest.

## Exil de la famille royale des Pays-Bas
La famille royale des Pays-Bas a déménagé à Ottawa jusqu'à ce que les Pays-Bas soient libérés. En 1944-45, la 1re Armée canadienne a été chargée de libérer une grande partie des Pays-Bas de l'occupation allemande. La reine Wilhelmine des Pays-Bas, la princesse Juliana des Pays-Bas, la seule descendante et héritière du trône d'alors, et ses deux filles, Beatrix et Irene, ont cherché refuge au Canada durant la guerre. Pendant le séjour de la princesse Juliana au Canada, les préparations ont été effectuées pour la naissance de son troisième enfant. Afin d'assurer la citoyenneté néerlandaise de ce bébé royal, le Parlement canadien a adopté une loi spéciale déclarant la suite de la princesse à l'hôpital d'Ottawa « extraterritoriale ». Le 19 janvier 1943, la Princesse Margriet des Pays-Bas est née. Le jour après la naissance, le drapeau néerlandais a été déployé sur la Tour de la Paix. Ce fut le seul moment où un drapeau étranger a été agité au sommet d'édifices du Parlement canadien.
En 1945, le peuple des Pays-Bas a envoyé 100 000 bulbes de tulipes cueillies à la main comme cadeau d'après guerre pour le rôle joué par les soldats canadiens à la libération des Pays-Bas. Ces tulipes ont été plantées sur la colline du Parlement et le long de la promenade Reine-Élizabeth (en).
La princesse Juliana était si heureuse de l'importance accordée au don qu'en 1946, elle a décidé d'envoyer un don personnel de 20 000 bulbes de tulipes pour montrer sa reconnaissance pour l'hospitalité reçue à Ottawa. Le don fait partie d'un legs permanent. Depuis, les tulipes se sont multipliés à Ottawa comme un symbole de paix, de liberté et d'amitié internationale. Chaque année, la capitale du Canada reçoit 10 000 bulbes de la famille royale néerlandaise.

## L'invasion de l'Europe

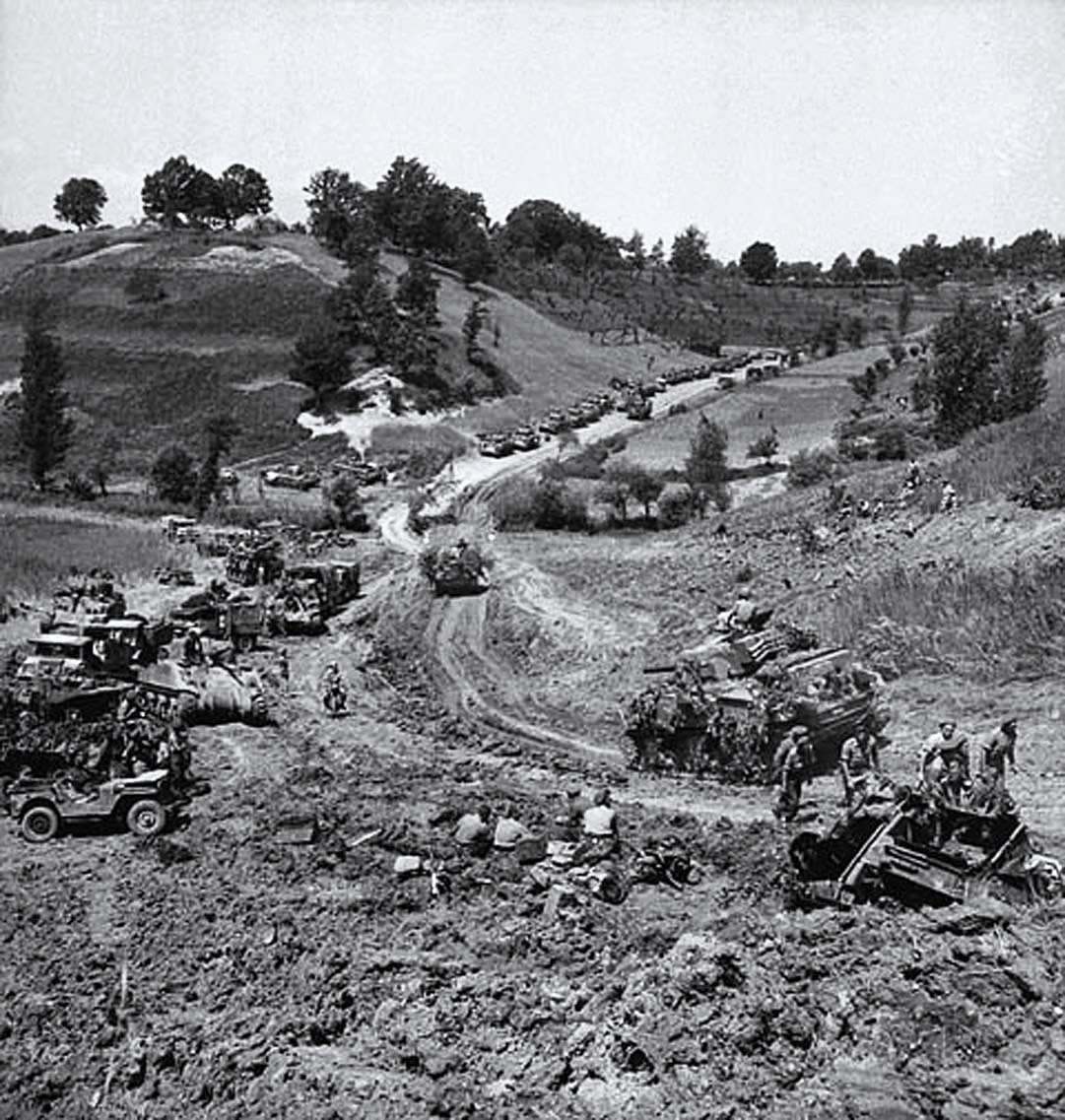
Les Forces canadiennes en Italie avançant de la Ligne Gustave à la Ligne Hitler

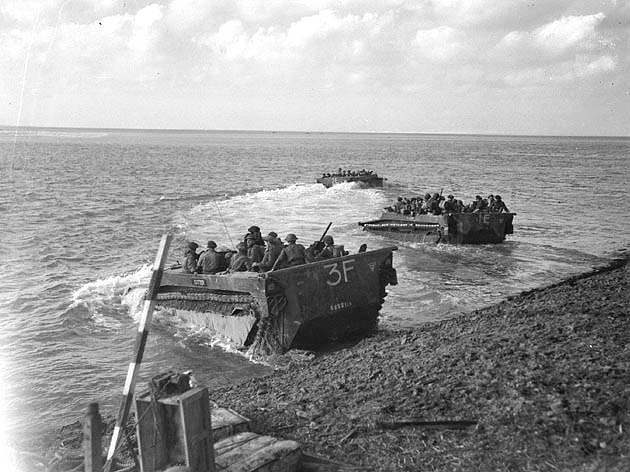
Des véhicules amphibies Buffalo transportant les troupes de la 1re Armée canadienne pendant la bataille de l'Escaut en Belgique en septembre 1944.

La 1re Division d'infanterie canadienne et la 1re Brigade blindée canadienne ont participé au débarquement allié en Sicile lors de l'opération Husky le 10 juillet 1943 et également au débarquement allié en Italie lors de l'opération Avalanche le 3 septembre 1943. La participation canadienne en Sicile et les campagnes de l'Italie ont été rendues possibles après que le gouvernement a décidé de diviser la 1re Armée canadienne qui était inactive en Grande-Bretagne. La pression du public qui demande aux troupes canadiennes de commencer la lutte le contraint à bouger avant l'invasion attendue du nord-est de l'Europe. Les soldats ont combattu pendant toute la longue et difficile campagne d'Italie jusqu'au rapatriement au nord-ouest de l'Europe en février et mars 1945, lors de l'opération Goldflake (en). À cette époque, la contribution canadienne au théâtre italien avait été agrandie pour inclure le quartier général du 1er Corps canadien, la 1re Division d'infanterie canadienne, la 5e Division blindée canadienne et la 1re Brigade blindée canadienne, ce dernier possédant un statut indépendant. Trois Croix de Victoria ont été attribués aux troupes de l'Armée canadienne en Italie, le capitaine Paul Triquet du Royal 22e Régiment, le soldat Ernest Smith du Seaforth Highlanders of Canada et le major John Keefer Mahony (en) du Royal Westminster Regiment. Les batailles célèbres en Italie furent notamment la campagne de la rivière Moro, la bataille d'Ortona et les batailles pour briser la Ligne Hitler.
Le 6 juin 1944, la 3e Division d'infanterie canadienne débarque sur Juno Beach lors du Débarquement de Normandie, faisant partie de l'opération Overlord, et subira 50 % de pertes pendant les premières heures de l'attaque. À la fin du Jour J, les Canadiens avaient réussi à pénétrer plus profondément dans les terres de la France que les Britanniques et les Américains, en surmontant une résistance plus forte que n'importe laquelle des autres têtes de pont à l'exception d'Omaha Beach. L'armée de l'air canadienne va aussi être engagée durant le Débarquement de Normandie. L’aviation canadienne a déployé 12 escadrons de chasses durant l’opération Overlord. La marine canadienne a aussi participé à l’escorte des troupes alliées durant la traversée de la Manche. Pendant le premier mois de la campagne de Normandie, les Canadiens, les Britanniques et Polonais ont été combattus par une partie des troupes allemandes les mieux formées et expérimentées, dont la 1re division SS, la 12e division SS et la Panzer Lehr Division. Plusieurs opérations coûteuses ont été organisées par les Canadiens pour permettre de se frayer un chemin d'accès vers le pivot de la ville de Caen, puis au sud vers Falaise. Les troupes canadiennes ont joué un rôle important dans la libération de Paris. Les Canadiens ont subi de lourdes pertes durant les premiers mois de l'invasions de l'Europe. Cela s'explique en raison des lourds combats que les troupes canadiennes ont menés durant le débarquement sur Juno Beach, ainsi qu’après le débarquement, notamment autour de la ville de Caen. La 3e division canadienne a subi 9 263 pertes, tandis que la 2e division a subi 8 211 pertes.
Trois Croix de Victoria ont été offertes aux Canadiens en Europe de l'Ouest : le major David Vivian Currie du South Alberta Regiment (en) a obtenu la Croix de Victoria pour ses actions à Saint-Lambert-sur-Dive, le capitaine Frederick Albert Tilston du Essex Scottish Regiment (en) et le sergent Aubrey Cosens du Queen's Own Rifles of Canada ont été récompensés pour leur service dans les combats de Rhénanie en 1945, ce dernier à titre posthume.
L'une des contributions canadiennes les plus importantes a été la bataille de l'Escaut, impliquant le 2e Corps canadien. Le Corps comprend la 2e Division d'infanterie canadienne, la 3e Division d'infanterie canadienne et la 4e Division blindée canadienne (en). Bien qu'étant une formation canadienne, le corps comprenait la 1re division blindée polonaise, la brigade Piron belge, la brigade Princesse Irène néerlandaise et la 51e division d'infanterie britannique.
Les Britanniques avaient libéré Anvers, mais ce port ne pouvait pas être utilisé jusqu'à ce que les Allemands soient chassés de l'estuaire fortifié de l'Escaut. En quelques semaines d'intenses combats à l'automne 1944, les Canadiens ont réussi à vaincre les Allemands dans cette région. Les Canadiens ont alors tourné vers l'est et ont joué un rôle central dans la libération des Pays-Bas.

## Le Canada pendant la guerre

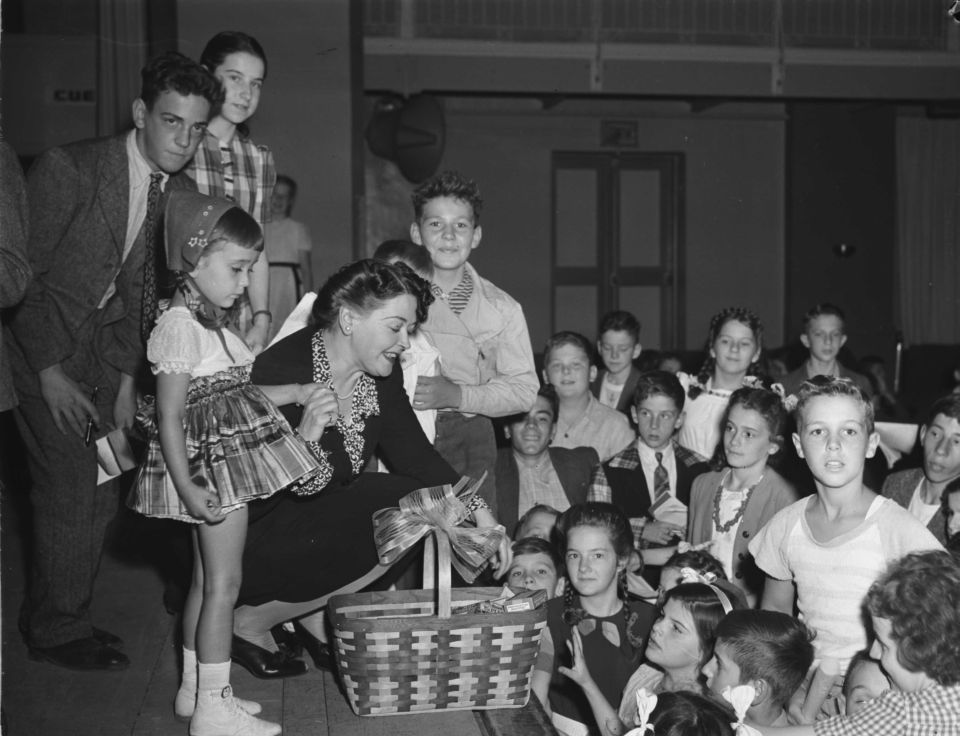
Une animatrice de l'émission Samedi Jeunesse recueillant d'un public d'écoliers des denrées devant être expédiées à des soldats blessés

Un des apports majeurs du Canada à l'effort de guerre des Alliés a été le plan d'entraînement aérien du Commonwealth britannique, le plus grand programme de formation de l'armée de l'air de l'histoire. 131 553 membres d'équipage de la Force aérienne, y compris 49 808 pilotes ont été formés dans des bases aériennes au Canada depuis octobre 1940 jusqu'à mars 1945.
La contribution industrielle du Canada a été assez impressionnante si on prend en compte que le Canada comptait seulement 11,5 millions d’habitants. Au total, la production industrielle militaire sera estimée à 800 000 véhicules de transport, 50 000 véhicules de combats, plus de 16 000 avions, 40 000 canons et 1,7 million d’armes portatives. 
Les industries canadiennes fournissaient donc des avions, des canons, des chars d'assauts, des fusils et des véhicules militaires, mais aussi des munitions. En effet, de 1939 à 1945, les industries canadiennes vont produire 4,4 milliards de cartouches, 132 millions de projectiles explosifs en plus de 64 millions de coquilles d’obus.
Du côté monétaire, le Canada a investi 800 millions de dollars dans les industries pour maximiser la production et la prospérité de son économie. À cela s'ajoute l'investissement d'environ 500 millions de dollars dans le secteur privé, sans oublier son implication dans l’exportation des ressources naturelles comme le charbon, l’acier et le bois. 
Cet effort a créé des difficultés politiques au Canada. Toutefois, la finesse politique de Mackenzie King, combinée avec une sensibilité militaire beaucoup plus grande aux volontaires du Québec a entraîné une crise de la conscription qui a été mineure comparée à celle de la Première Guerre mondiale. Les volontaires canadiens-français étaient à l'avant et au centre du conflit, dans leurs propres unités, tout au long de la guerre, mis en évidence par les actions de Dieppe (Les Fusiliers Mont-Royal, Royal Regiment of Canada), Italie (Royal 22e Régiment), les plages de Normandie (Régiment de la Chaudière), la poussée en Hollande (Régiment de Maisonneuve), et dans la campagne de bombardement en Allemagne (425e Escadron).

## Après-guerre

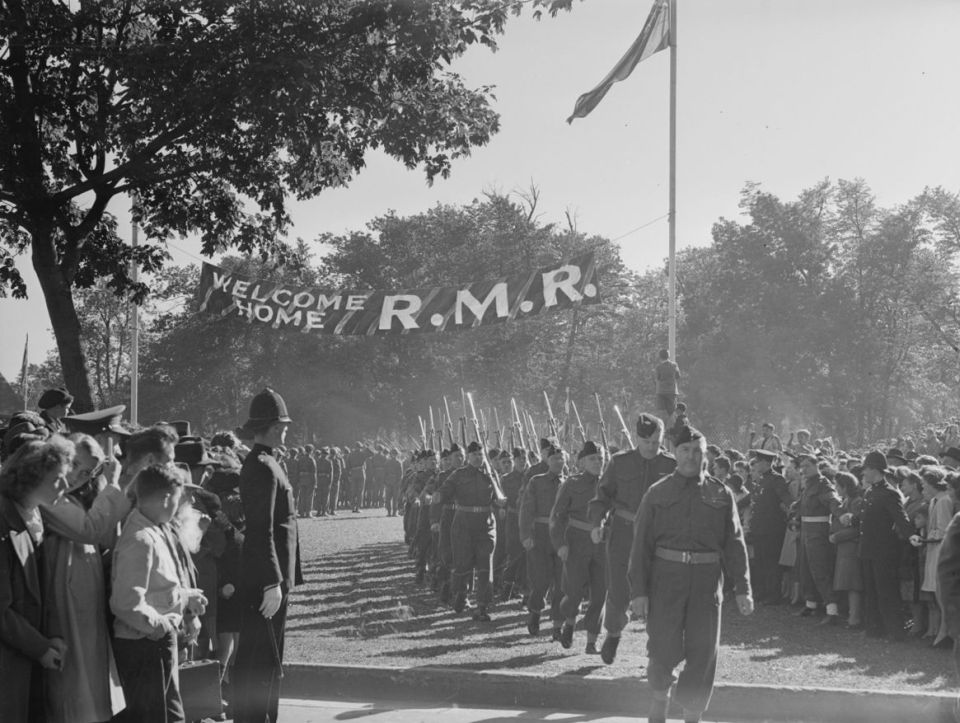
Les soldats du régiment The Royal Montreal Regiment à la cérémonie de bienvenue en septembre 1945

Le Canada autorise dans l'après-guerre l'immigration de milliers de collaborateurs nazis et de criminels de guerre, en particulier des membres de la division galicienne de la Waffen-SS. L'historien Irving Abella précise qu'il était relativement facile pour les SS d'entrer au Canada, car leur tatouage caractéristique indiquait qu'ils étaient résolument anticommunistes.
Le Canada ne va pas être l'une des nations qui vont participer au procès de Nuremberg qui juge les criminels de guerre nazis. Cependant, le procès de Tokyo qui voit les grands criminels de guerres de l'Empire japonais jugés va voir la participation du Canada aux délibérations ainsi qu'au jugement.